# Negociação eletrônica
Uma plataforma de negociação eletrônica consiste em um software para envio de ordens para instrumentos financeiros através de uma rede de computadores.

## História
As primeiras instâncias de negociação eletrônica datam de 1969 com a Institutional Networks da Instinet, que permitia block trades usando uma rede de terminais. Em 1971, a NASDAQ inaugura seu livro eletrônico, permitindo o desenvolvimento de ferramentas para acessá-lo, e em 1976, a NYSE começa pequenas operações de negociação eletrônica. Em 1982, a Bolsa de Valores de Tóquio introduz a negociação eletrônica de seus ativos, seguidas de Londres e Paris em 1986.